# Nun ist das Heil und die Kraft, BWV 50
Nun ist das Heil und die Kraft, BWV 50
(Ara s'ha esdevingut la Salvació), és un fragment d'una cantata religiosa de Johann Sebastian Bach per a la festivitat de Sant Miquel, estrenada a Leipzig, probablement el 1723.

## Origen i context
Obra controvertida, molt probablement es tracta del cor inicial d'una cantata perduda; altres opinions s'inclinen per suposar que és una versió reelaborada d'una obra anterior de Bach, o bé que ni és de Bach. És clar que l'obra era per al dia de Sant Miquel, ja que el text està basat en Apocalipsi (12,10) que es llegia en l'epístola d'aquesta festivitat. Per al dia de Sant Miquel es conserven, a més, les cantates BWV 19, BWV 130 i la BWV 149.

## Anàlisi
Obra escrita per a doble cor a quatre veus; tres oboès, tres trompetes, timbals, corda i baix continu.
1. Cor: Nun ist das Heil und die Kraft (Ara s'ha esdevingut la Salvació)

La composició consta d'un sol moviment, una fuga complexa i poderosa, que comença amb una secció declamatòria, seguida d'un joc concertant entre els dos cors. Obra molt efectista, ha estat considerada com una de les obres corals més poderoses de Bach. Té una durada aproximada d'uns cinc minuts.

## Discografia seleccionada
- J.S. Bach: Das Kantatenwerk. Sacred Cantatas Vol. 3. Nikolaus Harnoncourt, Concentus Musicus Wien, Wiener Sängerknaben & Chorus Viennensis, Hans Gillesberger (director del cor). (Teldec), 1994.
- J.S. Bach: The complete live recordings from the Bach Cantata Pilgrimage. CD 42: Unser Lieben Frauen, Bremen; 29 de setembre de 2000. John Eliot Gardiner, English Baroque Soloists, Monteverdi Choir. (Soli Deo Gloria), 2013.
- J.S. Bach: Complete Cantatas Vol. 6. Ton Koopman, Amsterdam Baroque Orchestra & Choir. (Challenge Classics), 2004.
- J.S. Bach: Cantatas Vol. 13. Masaaki Suzuki, Bach Collegium Japan. (BIS), 2000.
- J.S. Bach: Church Cantatas Vol. 17. Helmuth Rilling, Bach-Collegium Stuttgart. Gächinger Kantorei. (Hänssler), 1999.
- J.S. Bach: The Bach Collection Harry Christophers, The Sixteen & The Symphony of Harmony and Invention. (Coro), 2009.